# Olga Fjodorova
Olga Fjodorova (ryska: Ольга Олеговна Фёдорова), född den 14 juli 1983 i Sverdlovsk oblast Ryska SSR, är en rysk friidrottare som tävlar i kortdistanslöpning och bobåkning. 
Fjodorovas främsta meriter har kommit som en del av ryska stafettlag på 4 x 100 meter. Hon blev silvermedaljör vid Olympiska sommarspelen 2004 och bronsmedaljör vid VM 2003.
Individuellt är hennes främsta meriter att hon var i semifinal på 100 meter vid VM 2005. 
2006 började hon också en karriär som bobåkare och deltar i världscupen sedan december 2006.

## Personliga rekord friidrott
- 60 meter - 7,20
- 100 meter - 11,21
- 200 meter - 23,19